# Сабая
Сабая (исп. Sabaya, кечуа Sawaya) — город в западной части Боливии. Административный центр провинции Атауальпа в департаменте Оруро. Расположен в 200 км к юго-западу от города Оруро, на высоте 3698 м над уровнем моря, в долине реки Сабая. В 25 км к юго-западу от города расположено озеро Коипаса, а в 20 км к северо-востоку находится вулкан Тата-Сабая.
Население по данным переписи 2001 года составляло 573 человек; данные на 2010 год сообщают о населении 703 человека. Наиболее распространённый язык — аймара.